# Quatro Argumentos Para Acabar com a Televisão
Quatro Argumentos Para Acabar com a Televisão é um livro de 1978 de Jerry Mander,  "que argumenta que muitos dos problemas da televisão são inerentes ao meio e à própria tecnologia e, portanto, não podem ser reformados".
Mander foi anunciante por 15 anos, cinco deles como presidente e sócio da Freeman, Mander & Gossage, uma agência de publicidade de São Francisco.

## Contexto
Este é o primeiro livro que coleta informações de várias fontes para determinar como a ampla disponibilidade da televisão afeta a sociedade. Mander acredita que "a televisão e a sociedade democrática são incompatíveis" devido à televisão remover todos os sentidos da sociedade, exceto a visão e a audição. O autor afirma que a televisão faz com que as pessoas não tenham bom senso, o que leva, como escreveu a professora da Universidade Cornell Rose K. Golden para o periódico Contemporary Sociology, a serem "impotentes para rejeitar a linha de visão da câmera, redefinir o palco ou invocar o nosso próprio aparato sensorial para corrigir as imagens e sons adulterados que a máquina fornece". Os quatro argumentos de Mander no livro para eliminar a televisão são que as telecomunicações removem o sentido de realidade das pessoas, a televisão promove o capitalismo, a televisão pode ser usada como bode expiatório e que todas estas três questões trabalham juntas negativamente.
Uma resenha do livro de 1979, publicada pelo The Cambridge Quarterly, afirmou que 99% dos lares americanos tinham uma televisão com milhões de pessoas a verem televisão por várias horas por dia. Mander afirmou que o público televisivo é "uma degradação gratuita de valores ou um obstáculo gigantesco à mudança social", enquanto outros queriam protestar por mudanças nos programas de televisão, os seus controladores e os seus efeitos nocivos. A tese é que "a reforma é impossível" devido à televisão e que toda a televisão deveria ser abolida. O autor chegou à sua conclusão enquanto trabalhava em publicidade há 15 anos. As fontes do livro incluem  asua própria experiência de vida, ficção científica e Zen.

## Recepção
Michael Comber, do The Cambridge Quarterly, discordou dos argumentos de Mander, afirmando que a televisão tem espaço para múltiplas ideologias e que "a tecnologia não precisa de ser vista como um ogre monolítico, fora de nosso controlo, incapaz de reforma e, na melhor das hipóteses, adequada apenas para eliminação". No entanto, Comber concluiu a análise com: "Para transformar a televisão, é preciso primeiro entender como a televisão funciona. Para este entendimento, o livro de Mander faz uma contribuição útil". Kirkus Reviews escreveu: "No final, o autor admite a posição dominante da TV na nossa sociedade e admite que não tem a mínima ideia de como causar o seu fim. Poderia ser chamado de um exercício de futilidade, não fossem as noções intrigantes que oferece". No seu livro de 1985, Amusing Ourselves to Death, Neil Postman, outro crítico notável da televisão, rejeitou os argumentos de Mander como "noções absurdas" e uma "posição ludita pura e simples", porque "os americanos não desligarão nenhuma parte do seu aparelho tecnológico, e sugerir que o façam não é fazer qualquer sugestão".